# هيلموت ريدل
هيلموت ريدل هو لاعب كرة قدم نمساوي في مركز الدفاع، ولد في 17 سبتمبر 1939 في النمسا. لعب مع رابيد فيينا.

## وصلات خارجية
- هيلموت ريدل على موقع قاعدة بيانات كرة القدم.إي يو (الإنجليزية)
- هيلموت ريدل على موقع ناشيونال فوتبول تيمز (الإنجليزية)
- هيلموت ريدل على موقع عالم كرة القدم.نت (الإنجليزية)